# دنكان ستيوارت
دنكان ستيوارت (بالإسبانية: Duncan Stewart) (و. 1833 – 1923 م) هو سياسي من الأوروغواي ولد في بوينس آيرس.